# Fraubrunnen (huyện)

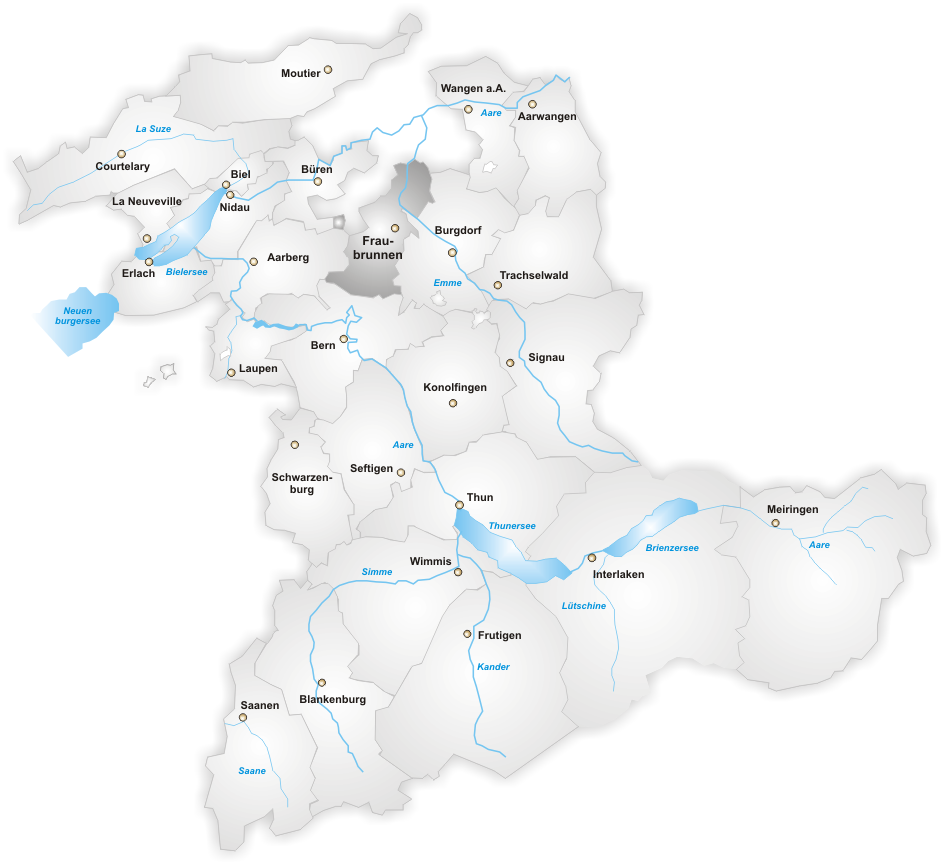
Huyện Fraubrunnen

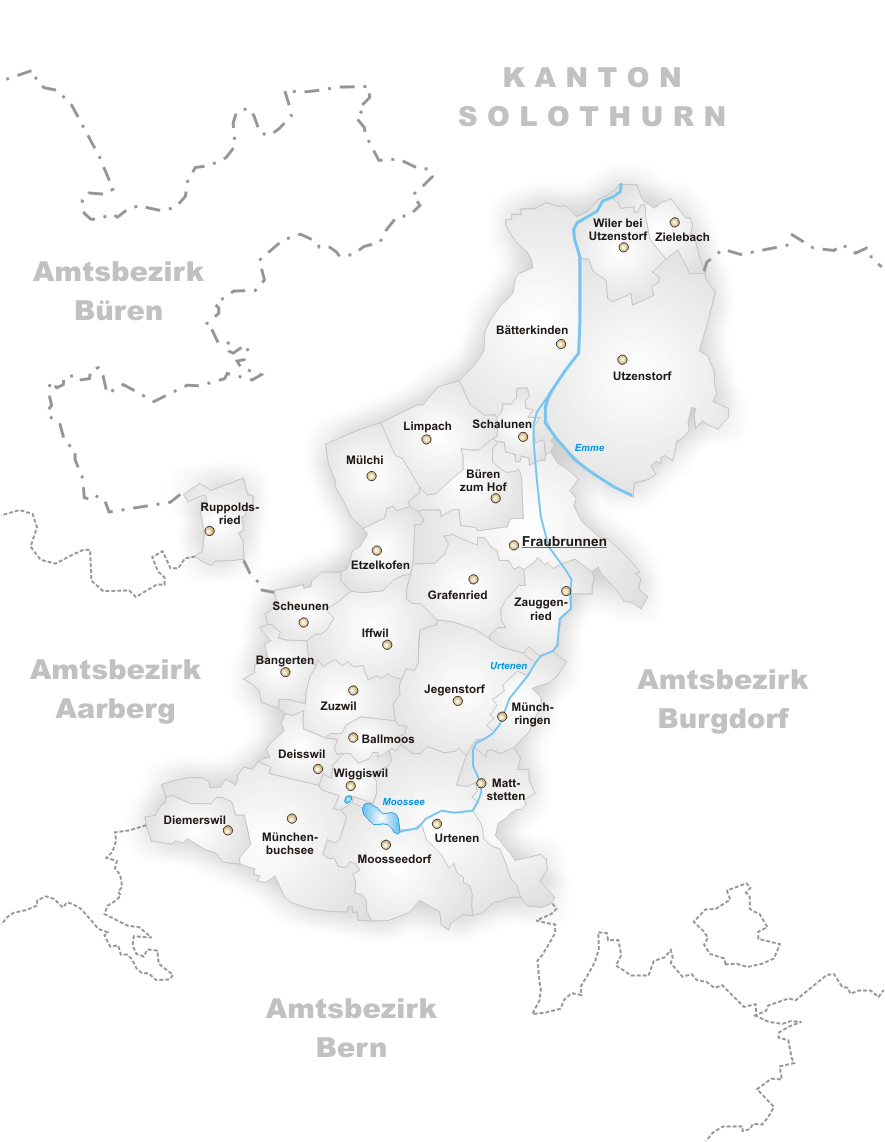
Các đô thị của Fraubrunnen

Huyện Fraubrunnen là một trong 26 huyện hành chính ở bang Bern, Thụy Sĩ. Thủ phủ là đô thị Fraubrunnen. Huyện này có diện tích 124 km² và gồm có 27 đô thị:
| Đô thị                      | Dân số (tháng 1 năm 2005) | Diện tích (km²) |
| --------------------------- | ------------------------- | --------------- |
| Ballmoos                    | 54                        | 1.5             |
| Bangerten                   | 163                       | 2,2             |
| Bätterkinden                | 2,780                     | 10,1            |
| Büren zum Hof               | 455                       | 3,5             |
| Deisswil bei Münchenbuchsee | 80                        | 2,1             |
| Diemerswil                  | 185                       | 2,8             |
| Etzelkofen                  | 350                       | 2,8             |
| Fraubrunnen                 | 1,691                     | 7,7             |
| Grafenried                  | 912                       | 4.7             |
| Iffwil                      | 399                       | 5.0             |
| Jegenstorf                  | 4,181                     | 7,4             |
| Limpach                     | 327                       | 4.4             |
| Mattstetten                 | 565                       | 3,8             |
| Moosseedorf                 | 3,437                     | 6.3             |
| Mülchi                      | 250                       | 3,8             |
| Münchenbuchsee              | 9,519                     | 8,9             |
| Münchringen                 | 544                       | 2,4             |
| Ruppoldsried                | 256                       | 2,2             |
| Schalunen                   | 378                       | 1.4             |
| Scheunen                    | 71                        | 2,              |
| Urtenen-Schönbühl           | 5,337                     | 7,2             |
| Utzenstorf                  | 3,763                     | 17.0            |
| Wiggiswil                   | 95                        | 1.4             |
| Wiler bei Utzenstorf        | 794                       | 3,8             |
| Zauggenried                 | 314                       | 3,7             |
| Zielebach                   | 337                       | 1.9             |
| Zuzwil                      | 504                       | 3,5             |